# Bel Riose
Bel Riose è un personaggio della saga Il Ciclo delle Fondazioni di Isaac Asimov.

## Biografia
Bel Riose è un giovane generale dell'Impero Galattico, che mostra spesso comportamenti patriottici e cerca in tutti i modi di riportare il suo Impero, in irreversibile e profonda decadenza, alla gloria del regno di Cleon I.
Giovane (a trentaquattro anni era già governatore di Siwenna) e carismatico, Riose non fatica ad accattivarsi l'attenzione delle folle. Spesso sembra voler eguagliare le epiche imprese del mitico generale Peurifoy.
La massima fama di Bel Riose si ha con l'inizio della guerra contro la Prima Fondazione, con i numerosi successi raggiunti inizialmente.
Il giovane generale Riose viene richiamato a Trantor dal governo, che teme una sua eventuale volontà di diventare sovrano assoluto dei territori conquistati, e viene fatto giustiziare dall'anziano Cleon II.
Con la morte di Riose il declino imperiale si accentua e si fa irreversibile.
Il personaggio di Bel Riose, come è possibile dedurre dal fonologia della pronuncia, è ispirato al grande generale e conquistatore bizantino Belisario. Asimov ha creato questo parallelismo per esprimere al meglio come l'Impero Galattico stia andando incontro ad una lenta ma inesorabile decadenza e di come uomini di valore come Bel Riose e, nella realtà storica, Belisario, non possano con le loro azioni di singoli fermare la necessità della Storia.